# Giulio Terzi di Sant’Agata
Giulio Terzi di Sant’Agata (ur. 9 czerwca 1946 w Bergamo) – włoski dyplomata i polityk, ambasador Włoch w Izraelu (2002–2004) i w Stanach Zjednoczonych (2009–2011), stały przedstawiciel Włoch przy ONZ w latach 2008–2009, minister spraw zagranicznych Włoch w latach 2011–2013.

## Życiorys
Giulio Terzi di Sant’Agata ukończył prawo na Uniwersytecie Mediolańskim, specjalizując się w prawie międzynarodowym. W 1973 rozpoczął pracę w służbach dyplomatycznych, początkowo jako urzędnik ds. protokołu dyplomatycznego we włoskim Ministerstwie Spraw Zagranicznych. W 1975 został mianowany pierwszym sekretarzem ds. politycznych w ambasadzie Włoch w Paryżu.
W 1978 powrócił do Rzymu. W późniejszym czasie przez pięć lat pełnił funkcję doradcy handlowego i gospodarczego Włoch w Kanadzie. W 1986 w czasie wystawy Expo 86 w Vancouver pełnił rolę konsula generalnego. W 1987 po powrocie do Włoch pracował najpierw w Departamencie Spraw Gospodarczych MSZ, a następnie jako szef jednego z biur w Departamencie Kadr i Zasobów Ludzkich.
Tuż po zakończeniu zimnej wojny został mianowany doradcą politycznym przy Misji Włoch w Radzie Północnoatlantyckiej w kwaterze NATO w Brukseli. W latach 1993–1998 przebywał w Nowym Jorku we Włoskiej Misji przy ONZ, początkowo jako pierwszy doradca ds. politycznych, a następnie jako minister oraz zastępca stałego przedstawiciela. W tym czasie Włochy sprawowały mandat niestałego członka Rady Bezpieczeństwa ONZ. W latach 2002–2004 zajmował stanowisko ambasadora Włoch w Izraelu.
Po powrocie do Włoch pracował w Ministerstwie Spraw Zagranicznych jako zastępca sekretarza generalnego, dyrektor generalny ds. wielostronnych stosunków politycznych i praw człowieka oraz dyrektor polityczny. W tym czasie zajmował się współpracą z głównymi ciałami międzynarodowymi, jak Rada Bezpieczeństwa ONZ, Zgromadzenie Ogólne ONZ, Rada Praw Człowieka ONZ, Rada Unii Europejskiej, NATO, grupa G8 oraz OBWE. Był również doradcą ministra spraw zagranicznych ds. bezpieczeństwa międzynarodowego, proliferacji broni masowego rażenia, terroryzmu oraz praw człowieka.
W latach 2007–2008 przewodniczył włoskiej delegacji w Radzie Bezpieczeństwa ONZ, gdy Włochy ponownie pełniły mandat jej niestałego członka. Od sierpnia 2008 do września 2009 pełnił funkcję Stałego Przedstawiciela Włoch przy ONZ w Nowym Jorku. 1 października 2009 objął stanowisko ambasadora Włoch w Stanach Zjednoczonych.
16 listopada 2011 objął urząd ministra spraw zagranicznych w rządzie premiera Mario Montiego. 26 marca 2013 Giulio Terzi di Sant’Agata podał się do dymisji po kryzysie dyplomatycznym związanym z decyzją w sprawie odesłania do Indii dwóch włoskich żołnierzy podejrzanych o zabójstwo dwóch hinduskich rybaków.
W 2014 został członkiem władz krajowych prawicowego ugrupowania Bracia Włosi. W 2022 z jego rekomendacji wybrany w skład Senatu.

## Odznaczenia
W 2010 został odznaczony przez prezydenta Giorgia Napolitano Krzyżem Wielkim Orderu Zasługi Republiki Włoskiej.